# Julio Suárez-Llanos y Sánchez
Julio Suárez-Llanos y Sánchez (? - València, 1940) fou un militar i polític espanyol. De 1896 a 1898 fou ajudant de Fernando Primo de Rivera quan era Capità General de les Illes Filipines. Després va ser professor a l'Acadèmia d'Infanteria de Toledo i cap del Regiment d'Infanteria "Gerona n. 34" de Saragossa, on es va jubilar. Un cop retirat, fou ascendit a general de brigada i nomenat cap del somatent d'Aragó. Per motius de salut es va traslladar a Alacant, on el va sorprendre la dictadura de Primo de Rivera. El desembre de 1924 fou nomenat alcalde d'Alacant. Durant el se mandat es van empedrar els carrers i es va millorar el cementiri municipal, però també va posar multes als qui llençaven petards Al desembre de 1926 li concediren la Medalla d'Or d'Alacant i en 1929 va autoritzar per primera vegada les fogueres d'Alacant. Va deixar el càrrec el febrer de 1930, i després de la caiguda de Miguel Primo de Rivera una multitud es va manifestar davant de casa seva amb crits i retrets.